# Charles Holmes
Sir Charles John Holmes, KCVO (1868 – 1936), è stato un pittore, editore e scrittore inglese.
Fu direttore della National Gallery di Londra. Grazie ai suoi scritti è considerato come uno dei maggiori esperti della sua epoca sull'arte dei maestri della pittura rinascimentale italiana e fiamminga.
Dal 1889 al 1903 Holmes lavorò come scrittore e assistente pittore a Londra. Le sue capacità lo portarono a cofondare, nel 1903, l'importante giornale di storia dell'arte Burlington Magazine, del quale era editore insieme con Robert Dell sino al 1909. Dal 1904 al 1910 Holmes ottenne l'incarico di Slade Professor of Fine Art presso la Oxford University. Ben presto fu ammesso al New English Art Club, che si opponeva al gruppo della Royal Academy. Qui conobbe il pittore americano John Singer Sargent. Nel 1909 venne nominato direttore della National Portrait Gallery di Londra succedendo a Lionel Cust, che era stato anch'esso editorialista del Burlington Magazine. Qualche anno più tardi, nel 1916, divenne direttore della National Gallery di Londra, incarico che mantenne sino al 1928 quando si ritirò. Nel 1921 fu nominato cavaliere e nel 1928 Cavaliere Commendatore dell'Ordine Reale Vittoriano.